# Chiesa della Purificazione di Maria Vergine (Sorbolo Mezzani)
La chiesa della Purificazione di Maria Vergine, nota anche come pieve di Casaltone, è un luogo di culto cattolico dalle forme contemporanee, situato in via Gustavo Pesci a Casaltone, frazione di Sorbolo Mezzani, in provincia e diocesi di Parma; è sede di una parrocchia compresa nella zona pastorale della Bassa.

## Storia
Il luogo di culto originario fu costruito in epoca altomedievale; la più antica testimonianza della sua esistenza risale al 1005, quando la pieve fu nominata nell'Ordo Archipresbiterorum Plebium voluto dal vescovo di Parma Sigifredo II.
Nel 1230, come testimoniato dal Capitulum seu Rotulus Decimarum della diocesi di Parma, dipendevano dalla plebs de Casalottone le cappelle di Fiesso, di San Cristoforo, di Casalbaroncolo e di Tanzolino.
Nel XVI secolo la chiesa fu profondamente danneggiata da una piena del vicino torrente Enza, tanto da risultare in rovina nel resoconto della visita apostolica del vescovo Giovanni Battista Castelli del 1578.
In seguito il tempio medievale fu demolito e agli inizi del XVIII secolo, per volere dell'arciprete Rainaldo Ferrari, fu completamente ricostruito in stile barocco; nel 1716 il nuovo edificio fu benedetto.
Successivamente la chiesa fu restaurata e decorata a più riprese.
Il 15 luglio 1971 un forte terremoto interessò la zona, provocando profondi e irreparabili danni al tempio settecentesco, che dieci giorni dopo fu abbattuto; dalla distruzione si salvarono solo la pala d'altare del 1723, raffigurante la Purificazione, e una tela settecentesca rappresentante l'Annunciazione, in seguito traslate nel palazzo vescovile di Parma. Nel 1974 furono avviati i lavori di ricostruzione in forme contemporanee dell'edificio, su progetto dell'architetto Pier Paolo Moretti; al termine delle opere, la chiesa fu solennemente inaugurata il 28 giugno 1975 alla presenza del vescovo Amilcare Pasini.

## Descrizione
La piccola chiesa si sviluppa su una pianta centrale quadrata, affiancata dai corpi annessi.
L'edificio, interamente intonacato, è costituito da una serie di massicci volumi esternamente dipinti in due diversi colori, coperti da tetti a una sola falda che si intersecano tra loro; l'ingresso, collocato in un piccolo avancorpo all'estremità nord-ovest, è preceduto da una lunga rampa, delimitata da due muretti; sullo spigolo nord-est si erge il campanile, illuminato lateralmente da un'alta fessura e coronato da una copertura a falda unica.
All'interno l'aula quadrata, coperta da un soffitto piano, è illuminata da una vetrata sulla destra e da due portefinestre sulla parete di fondo del presbiterio, che si sviluppa in perfetta continuità con la navata e accoglie lateralmente l'altare maggiore a mensa del 1974, realizzato in cemento e muratura.